# Ianthopsis pulchra
Ianthopsis pulchra är en kräftdjursart som först beskrevs av Hansen 1916.  Ianthopsis pulchra ingår i släktet Ianthopsis och familjen Acanthaspidiidae. Inga underarter finns listade i Catalogue of Life.